# Пётр Диакон
Пётр Диакон, или Пётр из Остии (лат. Petrus Diaconus, Petrus Ostiensis, итал. Pietro Diacono; около 1107—1110, Рим — после 1159, Монтекассино) — итальянский церковный историк и агиограф, монах-бенедиктинец из аббатства Монтекассино. Один из авторов «Хроники монастыря Монтекассино» (лат. Chronica monasterii Casinensis), продолжатель труда Льва Марсиканского. Получил также прозвище «Библиотекаря» (лат. Bibliothecarius).

## Биография
Согласно собственным утверждениям Петра Диакона, и на основании документов, предположительно написанных его родственниками, будущий монах принадлежал к знатному роду графов Тускулумских и был внуком графа Григория III (ум. около 1108). В начале XX века исследователи ставили под сомнение данное родство, но обнаруженные позднее документы дали ему дополнительное подтверждение.
Дата рождения Петра точно не известна, поскольку сообщаемые им сведения противоречивы: в одном месте он утверждает, что был отдан в монастырь как облат в 1115 году в возрасте 5 лет, в другом — что удалился в изгнание в 1128 году, когда ему был 21 год. Изгнание стало следствием близости Петра к аббату Одеризию, смещённому в результате конфликта с папой Гонорием II (1124—1130). Три с половиной года изгнанник провёл в городе Атина под покровительством местных сеньоров, существует, впрочем, гипотеза, что он посетил также остров Сардиния. Впоследствии, в благодарность за их гостеприимство, Пётр составил «Dossier Atina» — обширное собрание исторических и агиографических текстов, призванных возвеличить древность Атины и почитаемых там святых. Возможно, ещё до изгнания он был рукоположен в диаконы.
После возвращения примерно в 1131 году Пётр стал одним из доверенных лиц аббата Сеньорета (1127—1137), назначившим его хранителем монастырской библиотеки и архива, для которого Пётр составил подробный реестр. При аббате Вибальде (1137) участвовал в посольстве ко двору Лотаря II в Мельфи, где вёл диспуты с будущим папой Луцием II. Император был так доволен им, что назначил своим капелланом и секретарем. Вероятно, Лотарь оставил был его при своём дворе навсегда, однако аббат Вибальд потребовал его возвращения в Монтекассино.
При преемнике смещённого вскоре Вибальда Райнальдо II (1137—1166) и последующих настоятелях Пётр сохранял своё положение библиотекаря. В последний раз он упоминается в монастырских документах под 1154 годом. Вероятно, он умер в Монтекассино около 1159 года; в некрологе аббатства его кончина значится под 26 февраля.

## Сочинения
Не позже 1133 года Пётр составил картулярий монастыря (лат. Registrum Petri Diaconi), а после 1144 года написал продолжение «Хроники Монтекассино», доведённой до 1075 года кардиналом-епископом Остии Львом Марсиканским, и в конце 1120-х годов дополненной до 1127 года его собственным учителем Гвидо. Доведя, в свою очередь, изложение истории монастыря до 1138 года, Пётр существенно переработал части, написанные предшественниками.
Перу Петра Диакона принадлежит ряд других сочинений, в частности, «Происхождение и жизнь праведников Кассинского монастыря» (лат. De ortu et obitu justorum Casinensium, 1136) и «О знаменитых мужах Кассинского монастыря» (лат. De viris illustribus Casinensibus, 1150), в которых он прибегает к значительным фальсификациям ради возвеличивания родной обители и сохранения её привилегий. Особое внимание он уделяет спорному вопросу о местонахождении мощей Бенедикта Нурсийского, подробно описав упомянутое Львом Остийским обретение гробницы святого во время строительства базилики при аббате Дезидерии (1058—1087). На основе одноимённого сочинения Беды Достопочтенного составил путеводитель для паломников «О Святых местах» (лат. De Locis sanctis). Переработал написанное Львом Марсиканским «Видение Альберика из Сеттифратти».
Ему приписывают также ряд агиографических произведений, в частности, «Житие Св. Плакида» (лат. Vita Santi Placidi, 1129—1130), «Страсти Священномученика Марка» (лат. Passio Sanctorum Martyrum Marci, примерно тогда же) и утраченное житие папы Льва IX (1137—1140), а также перевод «Перечня царей, консулов, диктаторов, трибунов, патрициев и императоров с троянских времён» (лат. Catalogus regum, consulum, dictatorum, tribunorum, patriciorum ac imperatorum gentis Troianae) Максима Исповедника. Он переложил труды античных классиков, в частности, «О латинском языке» (лат. De lingua Latina) Варрона, «О римских водопроводах» (лат. De aquis urbis Romae) Фронтина и трактаты Вегеция.

## Издания
- Лев Марсиканский, Петр Дьякон. Хроника Монтекассино. В 4 книгах / Пер. с лат. и комм. И. В. Дьяконова; под ред. И. А. Настенко. — М.: «SPSL»-«Pyсскaя панорама», 2015. — 520 с.: ил. — (MEDIÆVALIA: средневековые литературные памятники и источники). — ISBN 978-5-93165-303-7.
- Chronica sacri Monasterii Casinesis, auctore Leone Cardinali Episcopo Ostiensi // Rerum Italicarum Scriptores, a cura di Ludovico Antonio Muratori. — Tomo IV. — Mediolani, 1723. — pp. 151–602.
- Leonis Marsicani et Petri Diaconi Chronica monasterii Casinensis. Hrsg. von W. Wattenbach // Monumenta Germaniae Historica (SS). — Tomus VII. — Hannover, 1846. — pp. 551–844.
- Leo Marsicanus et Petrus Diaconus Chronica monasterii Casinensis, accurante J.-P. Migne // Patrologiae cursus completus. Series Latina. — Tomus 173. — Parisiis, 1854. — coll. 439—978.
- Die Chronik von Montecassino (Chronica monasterii Casinensis). Hrsg. von H. Hoffmann // Monumenta Germaniae Historica (SS). — Tomus XXXIV. — 1980. — pp. 1–607.